# In transit
Pour plus de détails, voir Fiche technique et Distribution.
In Transit est un court métrage français réalisé par Cédric Klapisch, sorti en 1985.

## Synopsis
Leonard Pavlovsky, un musicien, est catastrophé : il se retrouve en rade dans un aéroport new yorkais, la compagnie aérienne qui devait assurer son vol ayant fait faillite. Or il doit absolument être le lendemain à Nowa Huta pour un concert et l'avion de remplacement ne sera pas affrété - au mieux - avant 24 heures. Le logement gratuit dans un hôtel confortable ne le console pas vraiment, pas davantage qu'une visite en car de Manhattan. Il y a bien cependant la femme de chambre de l'hôtel qui, chanteuse amateure, se rapproche de lui. Un idylle s'ébauche même mais... 

## Fiche technique
- Titre : In Transit
- Réalisation : Cédric Klapisch
- Scénario : Cédric Klapisch
- Photographie : Kevin Morrissey
- Son : Ben Weythaler, Eytan Minsky, Tim Souvres
- Directeur de production : Todd Solondz
- Société de production : New York University Graduate Film Department
- Société de distribution : MK2 Vidéo (en DVD)
- Pays de production :  États-Unis
- Format : 16 mm, 1,37:1, Noir et blanc, Son mono
- Genre : chronique décalée
- Durée : 15 minutes

## Distribution
- Youri Olchansky : Léonard Pavlosky
- Joan Ranquet : la femme de chambre de l'hôtel
- Joan Roth : la stewardesse
- Janet Ching : la guide touristique
- Charles Queary : le réceptionniste de l'hôtel
- Rick Marcus, Todd Solondz et Cédric Klapisch : les musiciens